# オビムシ目
オビムシ目（オビムシもく、帯虫目、 Macrodasyida）は腹毛動物門に分類される微小な動物であり、海底などに生息する。なお、以前はマクロダシス目（Macrodasyoidea, Macrodasyoida）と呼ばれていた。

## 特徴

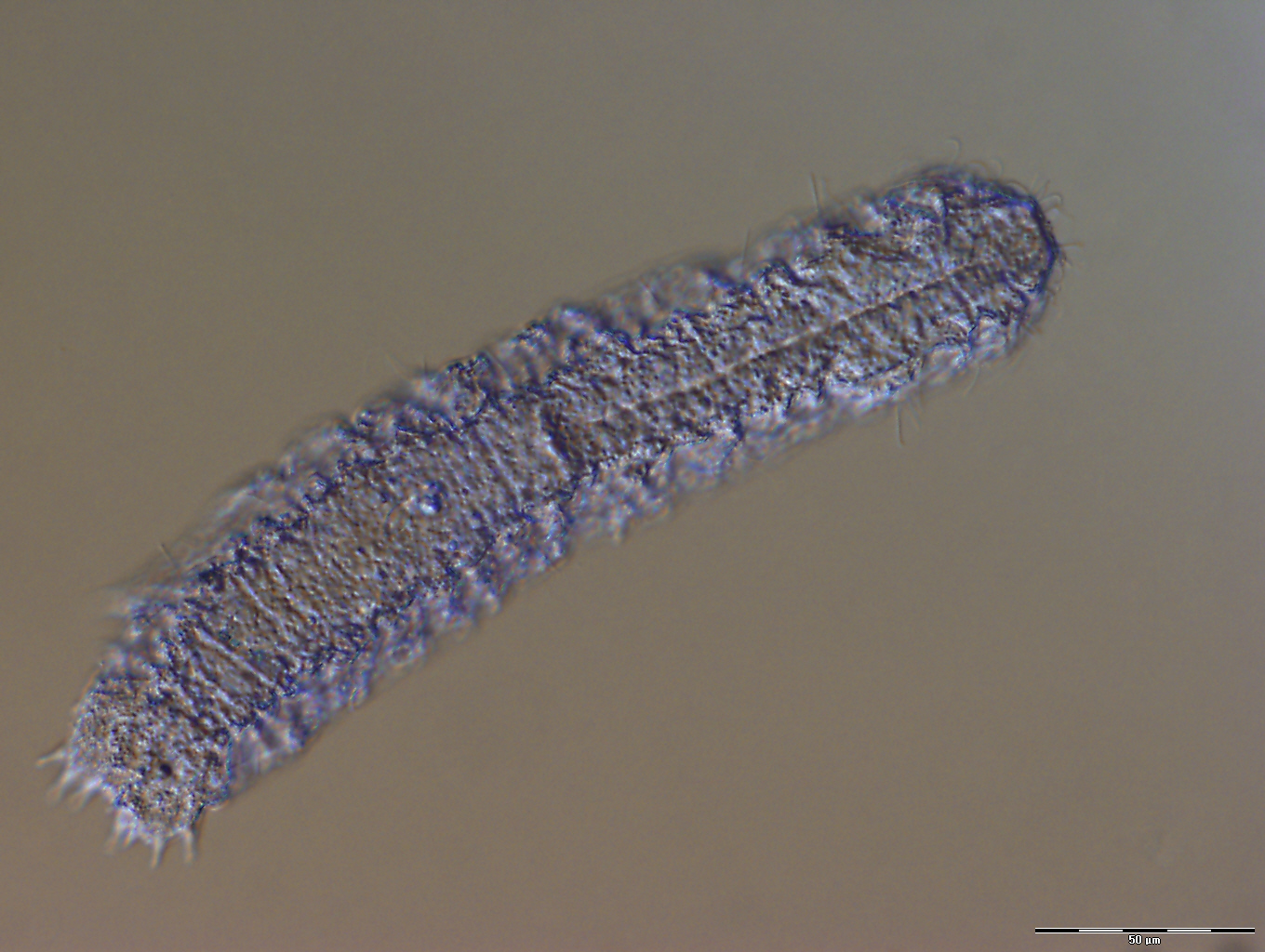
Paradasys subterraneus。Cephalodasyidae科の一種で、全長0.6㎜の海産メイオベントスである。

腹毛動物門はイタチムシ目とオビムシ目の2つに分類され、オビムシ目は主に浅海の海底や海岸の砂浜などに生息するグループである。世界の海にごく一般的に生息すると考えられているが、研究が進んでいないということもあって、記載されている種はわずかである。なお、2種類が淡水域に生息することが現段階で分かっている。
ミミズのような見た目をしているが少し平たい。イタチムシ目よりも大きく、1-1.5㎜ほどになる種もいる。咽頭の両側にある2つの穴は捕食中に水を排除する役割を担っており、この特徴からイタチムシ目と見分けることができる。
なお、イタチムシ目とオビムシ目の共通の特徴に関しては腹毛動物を参照のこと。

## 下位分類
オビムシ目を提唱したドイツのキール大学のA.Rremane氏が、低潮線より下の砂底に生息する微小な動物に関する研究を始めた頃は、オビムシ目の記載種はわずか2種しか知られていなかった。その後、間隙生物学の研究が進むにつれて欧米で記載が相次ぎ、現在では10以上の科が知られている。日本では1937年に当時広島大学に所属していた斎藤勲氏が、瀬戸内海の向島のアマモ場の砂底からイカリトゲオビムシを発見して以降研究が進められてきたが、まだ種の記載を行うほどの研究土壌は整っていない。
下位分類は以下の通り。
- Cephalodasyidae科 Hummon & Todaro, 2010
- Dactylopodolidae科 Strand, 1929
- Hummondasyidae科 Todaro, Leasi & Hochberg, 2014
- Lepidodasyidae科 Remane, 1927
- Macrodasyidae科 Remane, 1924
- Planodasyidae科 Rao & Clausen, 1970
- Redudasyidae科 Todaro, Dal Zotto, Jondelius, Hochberg, Hummon, Kanneby & Rocha, 2012
- Thaumastodermatidae科 Remane, 1927
- Turbanellidae科 Remane, 1926
- Xenodasyidae科 Todaro, Guidi, Leasi & Tongiorgi, 2006
- Chordodasyidae科 Todaro, Guidi, Leasi & Tongiorgi, 2006
- Dactylopodellidae科 Strand, 1929
- Macrodasyida incertae sedis （仮称である）